# فدراسیون راگبی لسوتو
فدراسیون راگبی لسوتو (انگلیسی: Federation of Lesotho Rugby) نهاد اداره‌کننده راگبی ۱۵ نفره و راگبی ۷ نفره در لسوتو است. این فدراسیون در سال ۲۰۱۲ تأسیس شد و از آن زمان به عضویت راگبی جهانی، راگبی آفریقا و کمیته ملی المپیک لسوتو درآمده‌است. دفتر مرکزی این فدراسیون در شهر ماسرو قرار دارد.

## تاریخچه
از نخستین نشانه‌های حضور راگبی ۱۵ نفره در لسوتو، می‌توان به کالج ماچابنگ اشاره کرد که در دههٔ ۱۹۹۰ میلادی، نخستین مؤسسه آموزشی بود که این ورزش را در برنامه‌های ورزشی خود جای داد. پس از آن، دانشگاه ملی لسوتو نخستین تیم راگبی کشور را با نام نیشنال یونیورسیتی آو لسوتو اسپی‌یرز (National University of Lesotho Spears) تشکیل داد.
در فوریهٔ ۲۰۱۱، باشگاه جدیدی به نام باشگاه راگبی ماسرو کینگز (Maseru Kings Rugby Club) در لسوتو تأسیس شد. این باشگاه روابط نزدیکی با باشگاه گریفونز از ایالت آزاد آفریقای جنوبی دارد و در لیگ Eastern Free State League شرکت می‌کند. این تجربهٔ بین‌المللی، الهام‌بخش طرح تأسیس یک فدراسیون ملی برای لسوتو شد. این تلاش‌ها از سال ۲۰۱۱ آغاز شد و سرانجام، فدراسیون راگبی لسوتو در سال ۲۰۱۲ به‌طور رسمی تأسیس شد.
در سال ۲۰۱۵، این فدراسیون به کمیته ملی المپیک لسوتو پیوست.
در سال ۲۰۱۶، این نهاد به عضویت راگبی آفریقا درآمد.
در نوامبر ۲۰۲۲، لسوتو به عنوان عضو وابسته راگبی جهانی پذیرفته شد و در ۱۴ نوامبر ۲۰۲۴، به عنوان عضو کامل این نهاد بین‌المللی درآمد.